# Nordhouse
Nordhouse (Nààrds en alsacien, Nordhausen en allemand) est une commune française située dans la Collectivité européenne d'Alsace, circonscription administrative du Bas-Rhin (ancien département du même nom), en région Grand Est. Cette commune se trouve dans la région historique et culturelle d'Alsace.

## Géographie
La ville est située à une vingtaine de kilomètres au sud de Strasbourg, dans la plaine d'Alsace, à une dizaine de kilomètres du Rhin et de la frontière avec l'Allemagne. Nordhouse se situe également à proximité de la ville d'Erstein à 3 km.  L'hydrographie et la proximité de la nappe phréatique rendent certaines zones limitrophes de la ville facilement inondables. 
| Hipsheim   |           | Plobsheim |
| Limersheim | Nordhouse |           |
|            |           | Erstein   |

### Hydrographie

#### Réseau hydrographique
La commune est dans le bassin versant du Rhin au sein du bassin Rhin-Meuse. Elle est drainée par le canal du Rhone au Rhin, l'Ill, la Zembs, le ruisseau la Scheer, le contre canal du Langgiessen, la Petite Ill, le canal d'Alimentation de l'Ill, le ruisseau Langgiessen et la rivière Muhlgiessen,.
Le canal du Rhône au Rhin, d'une longueur de 133 km, relie la Saône, affluent navigable du Rhône, au Rhin, par la vallée du Doubs et son prolongement en Haute Alsace jusqu'à Niffer sur le Rhin, un autre prolongement rejoignant Strasbourg par la canalisation de l'Ill. 
L'Ill, d'une longueur de 217 km, prend sa source dans la commune de Winkel et se jette  dans le Grand Canal d'Alsace à Offendorf, après avoir traversé 68 communes. Les caractéristiques hydrologiques de l'Ill sont données par la station hydrologique située sur la commune de Fegersheim. Le débit moyen mensuel est de 41,5 m3/s. Le débit moyen journalier maximum est de 62 m3/s, atteint lors de la crue du 1er juin 2013. Le débit instantané maximal est quant à lui de 66,7 m3/s, atteint le 30 juillet 2014.
La Zembs, d'une longueur de 25 km, prend sa source dans la commune de Hilsenheim et se jette  dans le canal d'alimentation de l'Ill sur la commune, après avoir traversé onze communes. 
La Scheer, d'une longueur de 40 km, prend sa source dans la commune de Scherwiller et se jette  dans l'Andlau à Fegersheim, après avoir traversé 20 communes. 

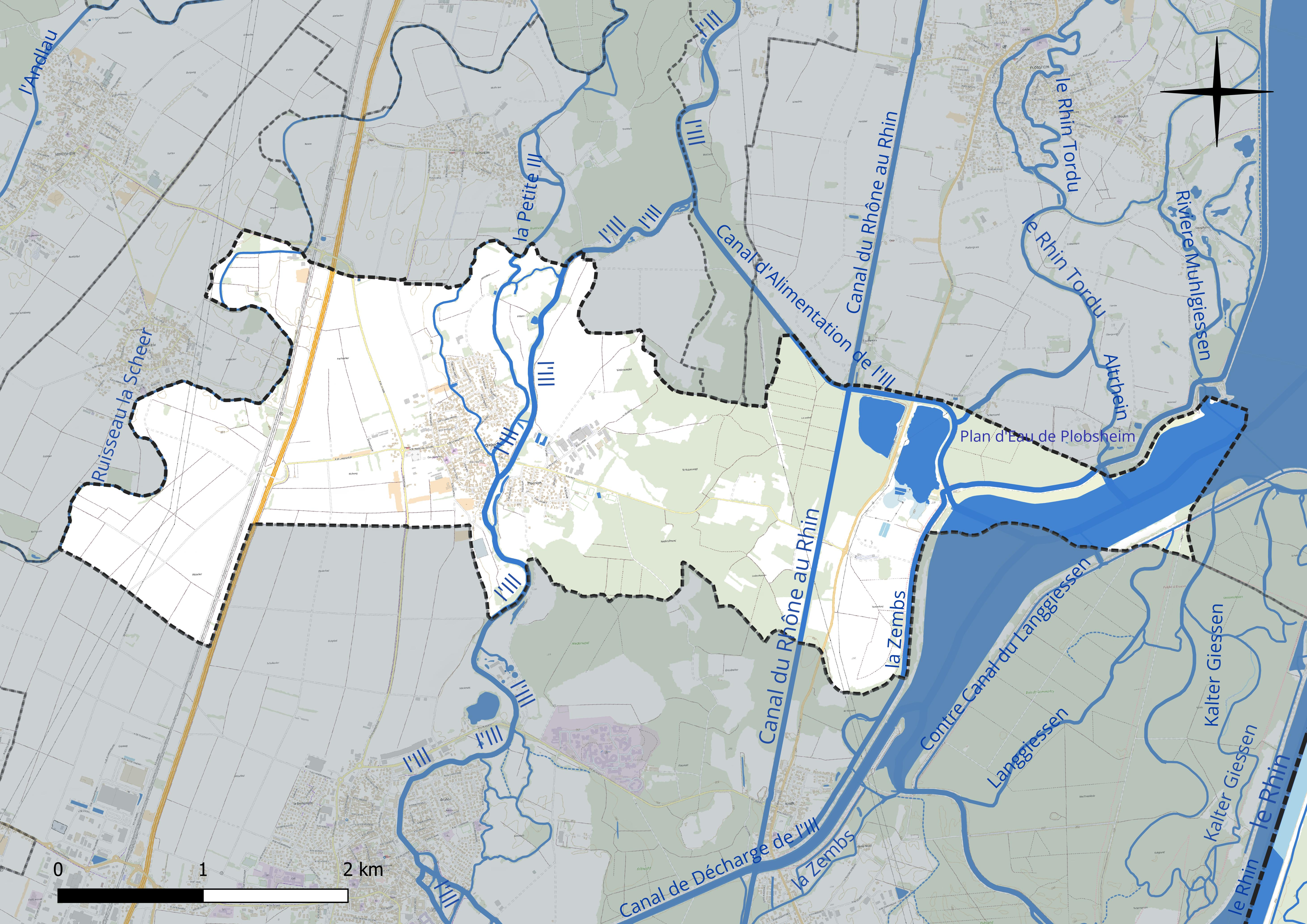
Réseau hydrographique de Nordhouse.

Un plan d'eau complète le réseau hydrographique : le plan d'eau de Plobsheim, d'une superficie totale de 649,9 ha (72,2 ha sur la commune),.

#### Gestion et qualité des eaux
Le territoire communal est couvert par le schéma d'aménagement et de gestion des eaux (SAGE) « Ill Nappe Rhin ». Ce document de planification concerne la nappe phréatique rhénane, les cours d'eau de la plaine d'Alsace et du piémont oriental du Sundgau, les canaux situés entre l'Ill et le Rhin et les zones humides de la plaine d'Alsace. Le périmètre s’étend sur 3 596 km2. Il a été approuvé le 17 janvier 2005. La structure porteuse de l'élaboration et de la mise en œuvre est la région Grand Est. 
La qualité des cours d’eau peut être consultée sur un site dédié géré par les agences de l’eau et l’Agence française pour la biodiversité.

#### Risques d'inondation
La vallée de l'Ill comme l'ensemble du département a connu plusieurs inondations importantes. On peut citer au 20e siècle, les crues de 1910, 1919, 1947, 1955, 1983 et 1990 notamment qui ont causé de nombreux dégâts (destructions de ponts, inondations de zones industrielles et d’ agglomérations). Les inondations de l'Ill ont lieu essentiellement en période hivernale et printanière à la suite de pluies abondantes parfois associées à la fonte du manteau neigeux. Les crues de 1983 et de 1990 ont présenté une période de retour entre 20 et 50 ans. Afin d'anticiper et de gérer une éventuelle inondation, un Plan de prévention des risques d'inondation de l'lll  a été approuvé par arrêté préfectoral le 30 janvier 2020. 
43 % de la superficie du ban communal sont concernés par le risque inondation. Les principaux projets de développement de la commune doivent composer avec cette forte présence de l’eau. C’est essentiellement le secteur urbanisé situé à l’Est de l’Ill (entre la rue des Bleuets et la rue du Stade) qui est touché par les inondations. Une poche de sur-aléa fort est identifiée dans la patte d’oie de l’Ill, au Sud de la RD 788. S’agissant d’inondation en cas de rupture des ouvrages d’Erstein, on parle de sur-aléa. Le principe de constructibilité sous conditions s’applique dans les secteurs urbanisés en sur-aléa faible, moyen et fort.

### Climat
Pour des articles plus généraux, voir Climat du Grand Est et Climat du Bas-Rhin.
En 2010, le climat de la commune est de type climat des marges montargnardes, selon une étude du Centre national de la recherche scientifique s'appuyant sur une série de données couvrant la période 1971-2000. En 2020, Météo-France publie une typologie des climats de la France métropolitaine dans laquelle la commune est exposée à un climat semi-continental et est dans la région climatique  Alsace, caractérisée par une pluviométrie faible, particulièrement en automne et en hiver, un été chaud et bien ensoleillé, une humidité de l’air basse au printemps et en été, des vents faibles et des brouillards fréquents en automne (25 à 30 jours). 
Pour la période 1971-2000, la température annuelle moyenne est de 10,6 °C, avec une amplitude thermique annuelle de 17,8 °C. Le cumul annuel moyen de précipitations est de 654 mm, avec 8,4 jours de précipitations en janvier et 10 jours en juillet. Pour la période 1991-2020, la température moyenne annuelle observée sur la station météorologique de Météo-France la plus proche, « Strasbourg-Entzheim », sur la commune d'Entzheim à 10 km à vol d'oiseau, est de 11,4 °C et le cumul annuel moyen de précipitations est de 635,7 mm. 
La température maximale relevée sur cette station est de 38,9 °C, atteinte le 25 juillet 2019 ; la température minimale est de −23,6 °C, atteinte le 23 janvier 1942,,. 
Les paramètres climatiques de la commune ont été estimés pour le milieu du siècle (2041-2070) selon différents scénarios d'émission de gaz à effet de serre à partir des nouvelles projections climatiques de référence DRIAS-2020. Ils sont consultables sur un site dédié publié par Météo-France en novembre 2022.

## Urbanisme

### Typologie
Au 1er janvier 2024, Nordhouse est catégorisée bourg rural, selon la nouvelle grille communale de densité à sept niveaux définie par l'Insee en 2022.
Elle est située hors unité urbaine. Par ailleurs la commune fait partie de l'aire d'attraction de Strasbourg (partie française), dont elle est une commune de la couronne,. Cette aire, qui regroupe 268 communes, est catégorisée dans les aires de 700 000 habitants ou plus (hors Paris),.

### Occupation des sols
L'occupation des sols de la commune, telle qu'elle ressort de la base de données européenne d’occupation biophysique des sols Corine Land Cover (CLC), est marquée par l'importance des territoires agricoles (57,7 % en 2018), en diminution par rapport à 1990 (62,7 %). La répartition détaillée en 2018 est la suivante : terres arables (42,2 %), forêts (23,9 %), zones agricoles hétérogènes (15,5 %), eaux continentales (11,2 %), zones urbanisées (7,2 %). L'évolution de l’occupation des sols de la commune et de ses infrastructures peut être observée sur les différentes représentations cartographiques du territoire : la carte de Cassini (XVIIIe siècle), la carte d'état-major (1820-1866) et les cartes ou photos aériennes de l'IGN pour la période actuelle (1950 à aujourd'hui).

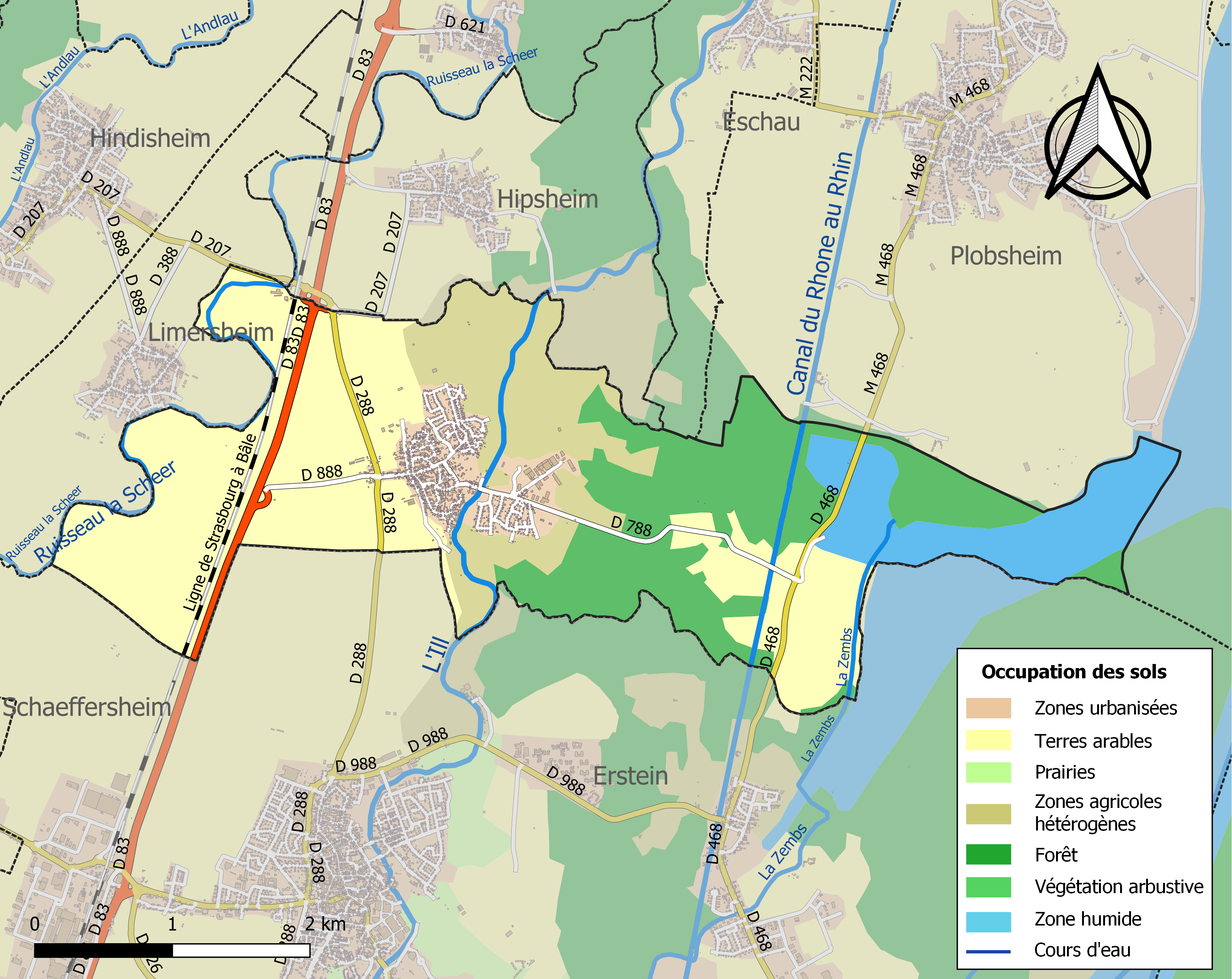
Carte des infrastructures et de l'occupation des sols de la commune en 2018 (CLC).

## Toponymie
- Northusen (770), Northausen (1793), Northaussen (1801).
- Nartz (alsacien).

## Histoire
Le village de Nordhouse trouve ses racines dans la préhistoire. Des fouilles archéologiques pratiquées il y a quelques années l'attestent. À 500 m au sud du village, dans un méandre de l'Ill, au lieu-dit « Burckelmatt », se trouve un petit groupe de tertres où des tombes datant de la Tène ancienne (400 ans av. J.-C.) du Hallstatt (600 à 700 ans av. J.-C.) et de la fin du Bronze final (1200 ans av. J.-C.) ont été mises au jour. D'autres fouilles au « Ochsenfeld » ont permis de mettre en évidence la présence d'un site gallo-romain (IIe siècle). Un habitat du haut Moyen Âge (VIIIe et XIXe siècles) a été découvert et étudié au lieu-dit « Oberfuert ».
Du VIIIe au XIIe siècle, Nordhouse est en partie possession de l'abbaye d'Ebersmunster. Des documents datant de 771 font état de biens situés à Northus, ancienne dénomination du village. Dès le début du XIIIe siècle, le bourg était entouré de fortifications, avec quatre portes en bois, et il y est fait mention d'un château (la rue du château existe toujours). Propriété de l’évêque de Strasbourg, le bourg fut incendié le 9 mars 1262 par les Strasbourgeois qui étaient en conflit avec leur évêque. En 1444, il aurait été endommagé par les Armagnacs. Plus tard, vers 1632, le village est ravagé par la guerre de Trente Ans et les Suédois. Le fossé qui le ceinturait fut comblé fin XVIIIe, début XIXe siècle, pour permettre l'extension du village. Texte de : 

### Héraldique
| Blason de Nordhouse | Blason  | D'argent à la croix alésée de gueules, au chef d'azur chargé de deux étoiles de six rais d'or. |
| Blason de Nordhouse | Détails |                                                                                                |

## Politique et administration

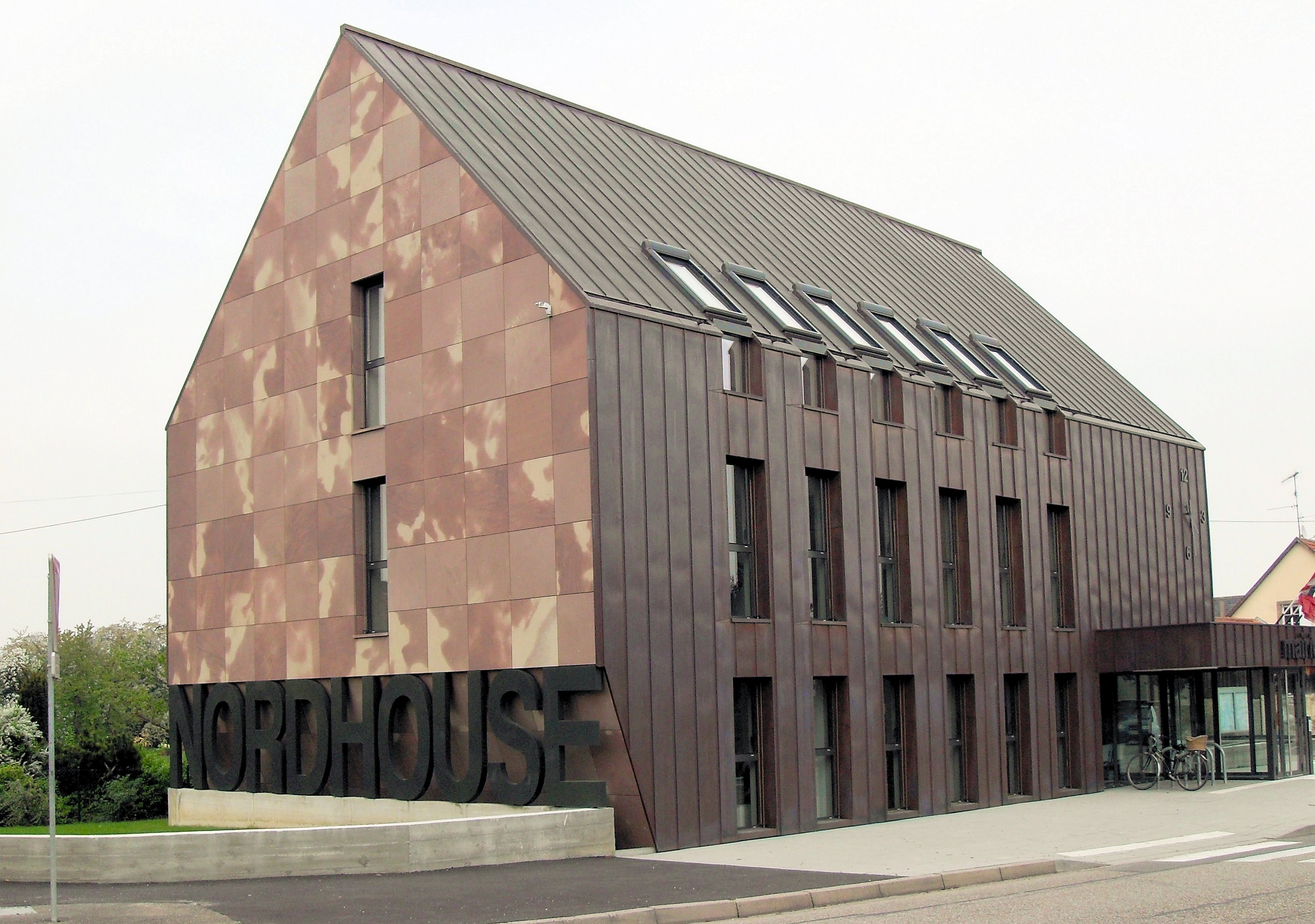
Mairie de Nordhouse (depuis 2014).

| Période                                  | Période   | Identité          | Étiquette | Qualité   |
| ---------------------------------------- | --------- | ----------------- | --------- | --------- |
| mars 1977                                | mars 2001 | Francis Grignon   | UDF       | Ingénieur |
| mars 2001                                | mars 2014 | Clément Hiss      | SE        |           |
| mars 2014                                | mars 2020 | Claudine Hermann  | UDI       |           |
| mars 2020                                | En cours  | Jean Marie Rohmer | SE        |           |
| Les données manquantes sont à compléter. |           |                   |           |           |

## Démographie
L'évolution du nombre d'habitants est connue à travers les recensements de la population effectués dans la commune depuis 1793. Pour les communes de moins de 10 000 habitants, une enquête de recensement portant sur toute la population est réalisée tous les cinq ans, les populations de référence des années intermédiaires étant quant à elles estimées par interpolation ou extrapolation. Pour la commune, le premier recensement exhaustif entrant dans le cadre du nouveau dispositif a été réalisé en 2004.

En 2022, la commune comptait 1 729 habitants, en évolution de −0,12 % par rapport à 2016 (Bas-Rhin : +3,17 %, France hors Mayotte : +2,11 %).
| 1793 | 1800 | 1806 | 1821  | 1831  | 1836  | 1841  | 1846  | 1851  |
| ---- | ---- | ---- | ----- | ----- | ----- | ----- | ----- | ----- |
| 909  | 864  | 924  | 1 038 | 1 033 | 1 027 | 1 014 | 1 112 | 1 143 |

| 1856  | 1861  | 1866  | 1871  | 1875  | 1880  | 1885  | 1890  | 1895  |
| ----- | ----- | ----- | ----- | ----- | ----- | ----- | ----- | ----- |
| 1 159 | 1 163 | 1 202 | 1 146 | 1 125 | 1 168 | 1 185 | 1 254 | 1 229 |

| 1900  | 1905  | 1910  | 1921  | 1926  | 1931  | 1936  | 1946  | 1954  |
| ----- | ----- | ----- | ----- | ----- | ----- | ----- | ----- | ----- |
| 1 209 | 1 229 | 1 245 | 1 193 | 1 210 | 1 230 | 1 175 | 1 135 | 1 168 |

| 1962  | 1968  | 1975  | 1982  | 1990  | 1999  | 2004  | 2006  | 2009  |
| ----- | ----- | ----- | ----- | ----- | ----- | ----- | ----- | ----- |
| 1 194 | 1 263 | 1 299 | 1 292 | 1 333 | 1 422 | 1 518 | 1 537 | 1 657 |

| 2014  | 2019  | 2022  | - | - | - | - | - | - |
| ----- | ----- | ----- | - | - | - | - | - | - |
| 1 742 | 1 740 | 1 729 | - | - | - | - | - | - |

## Lieux et monuments
- Église Saint-Michel : les premières mentions de l'édifice date de 1252. Le rez-de-chaussée de la tour remonte à l'époque romane. Le chœur, trois travées est de la nef, portail occidental, parties hautes de la tour sont datés de 1761. En 1847, l'église est agrandie par Antoine Ringeisen.

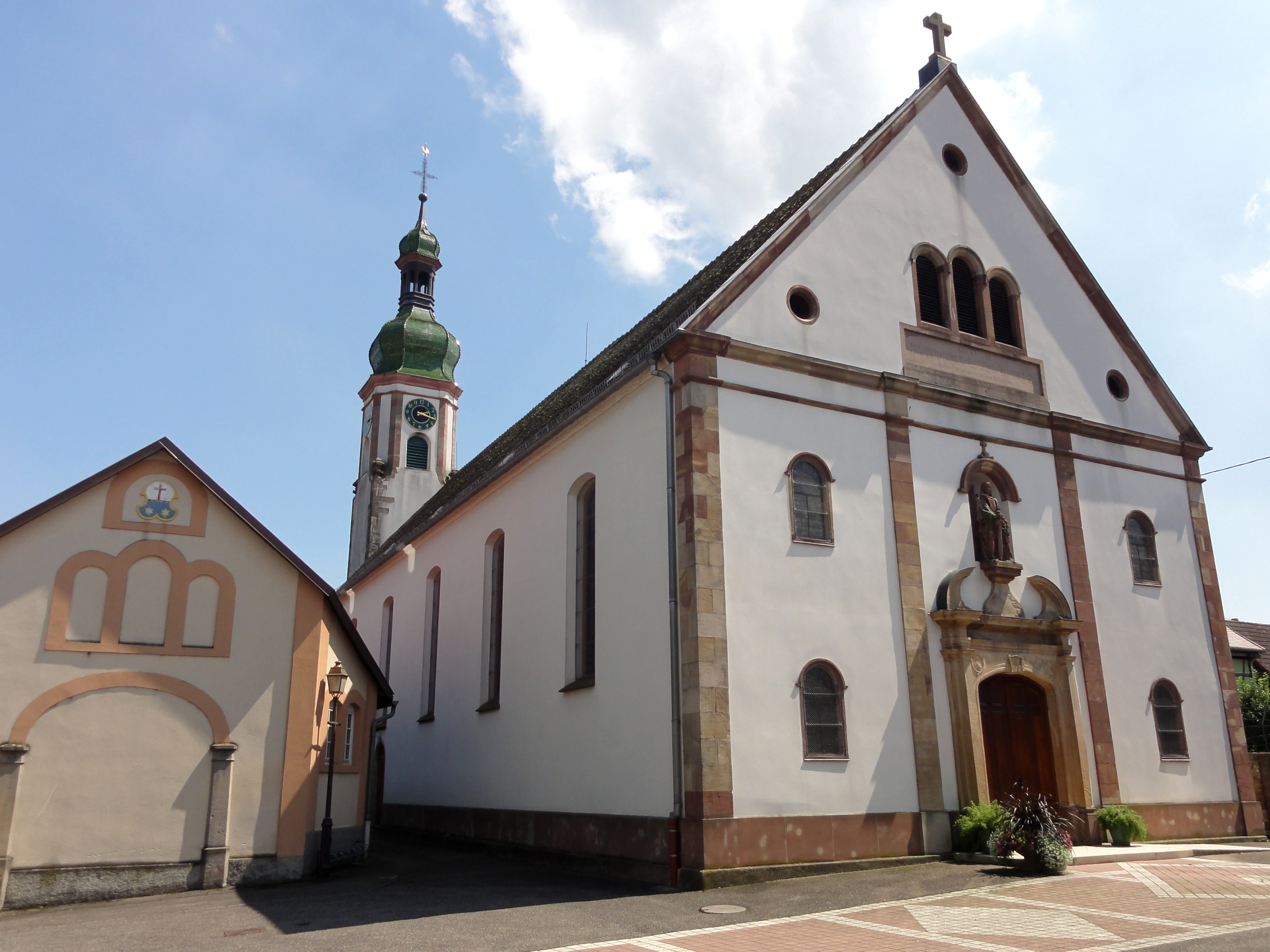
Église Saint-Michel.
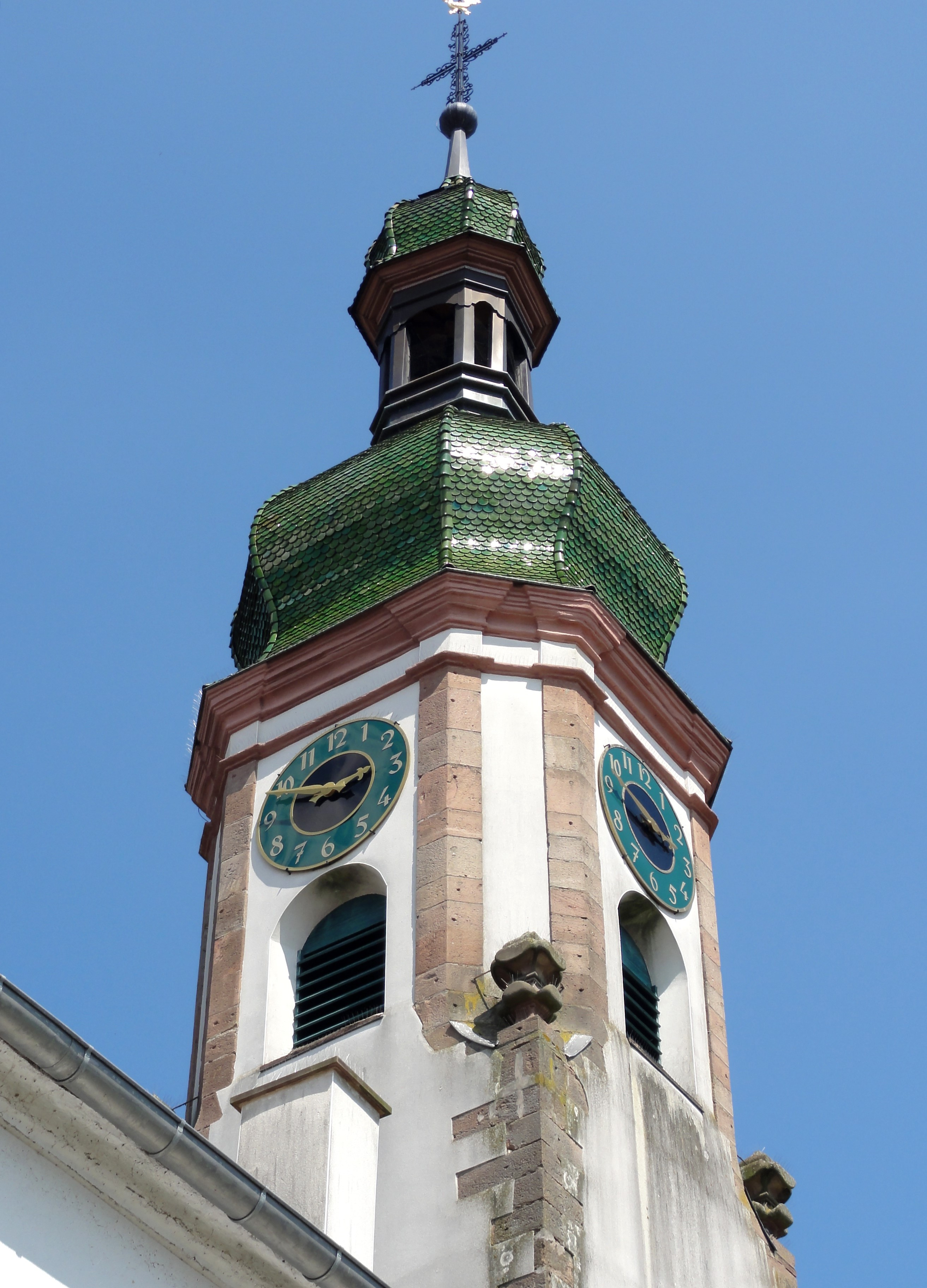
Clocher à bulbe.
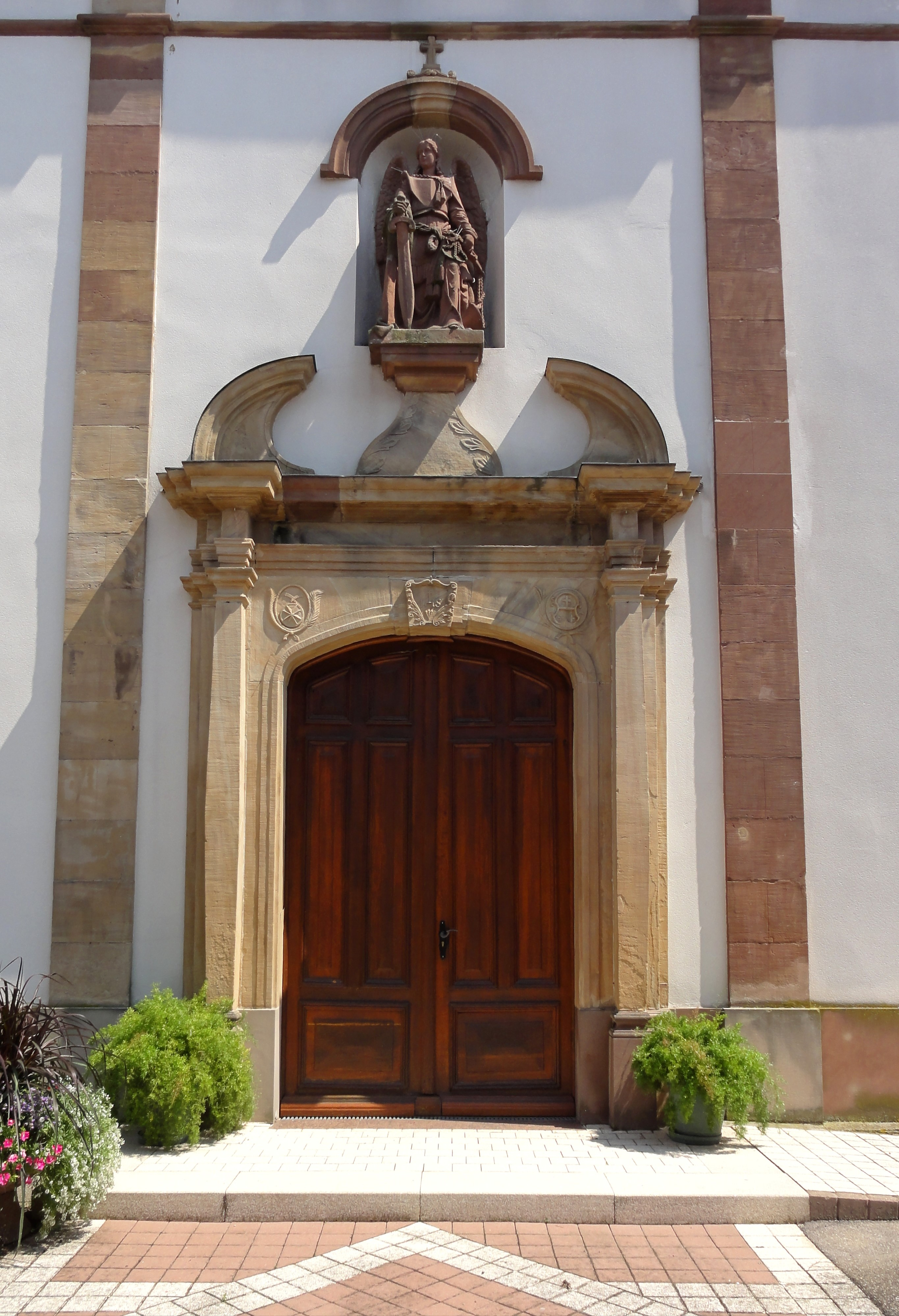
Portail principal néo-classique avec statue de saint Michel.
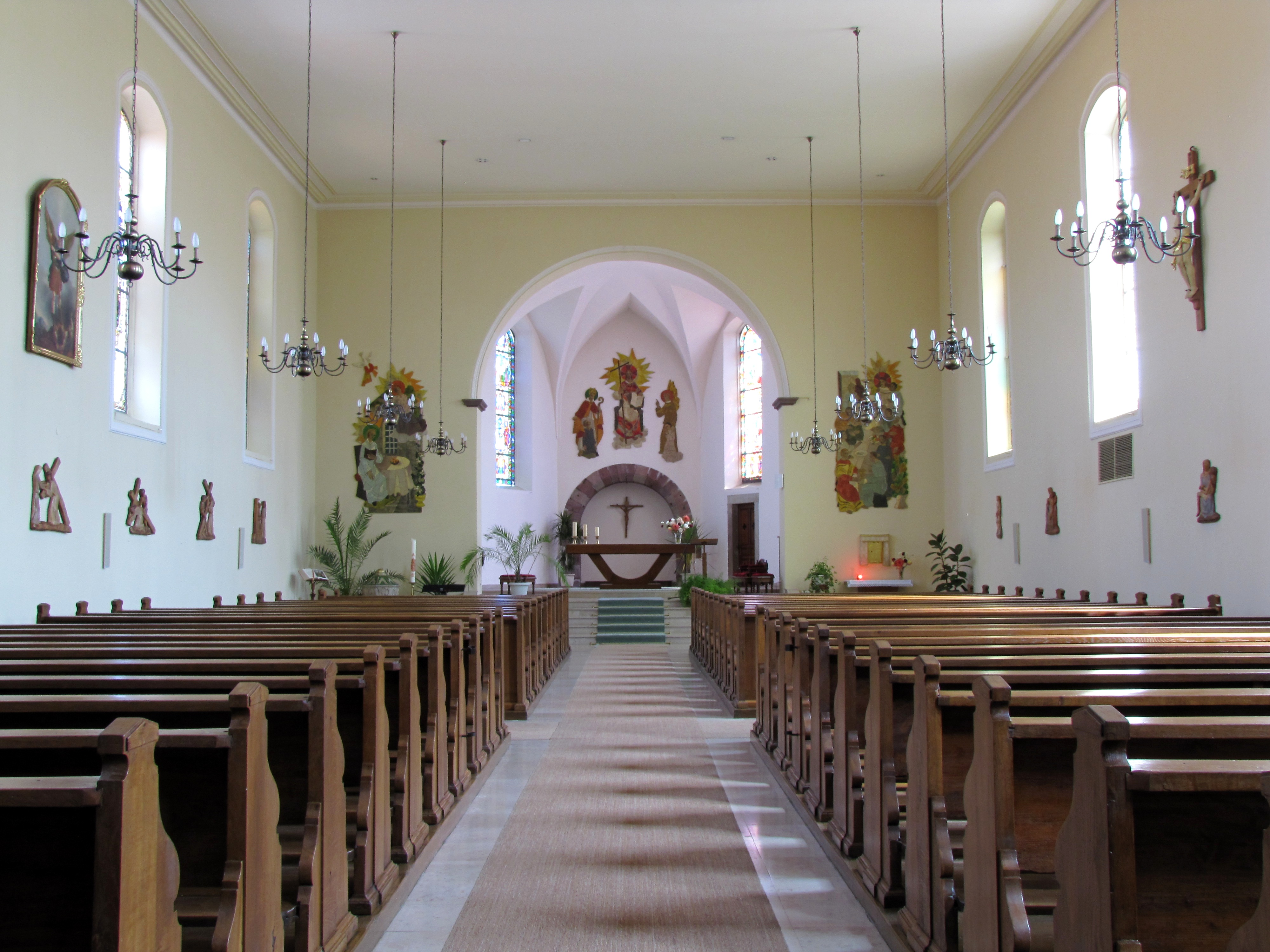
Vue intérieure de la nef vers le chœur.
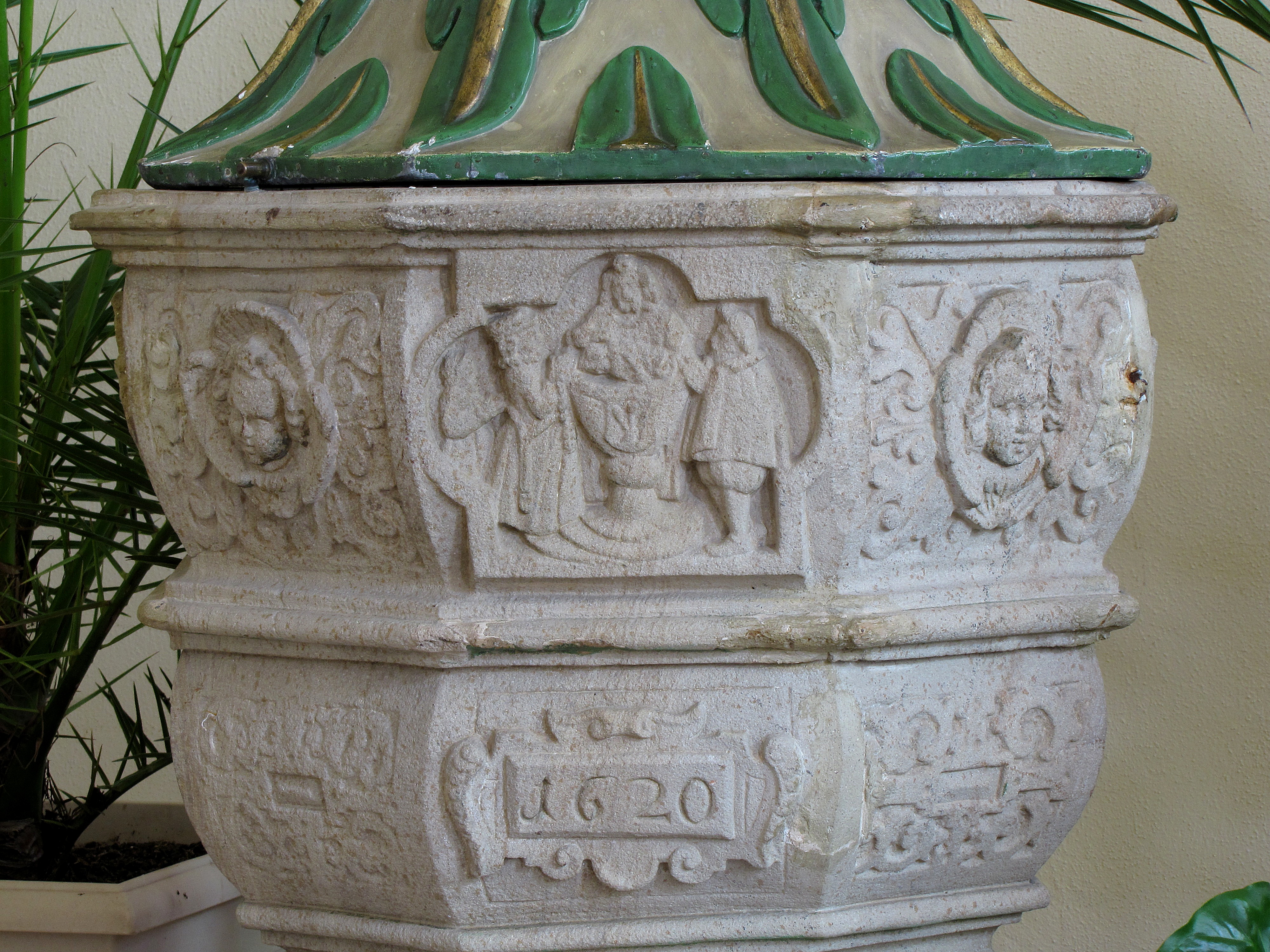
Fonts baptismaux (1620).
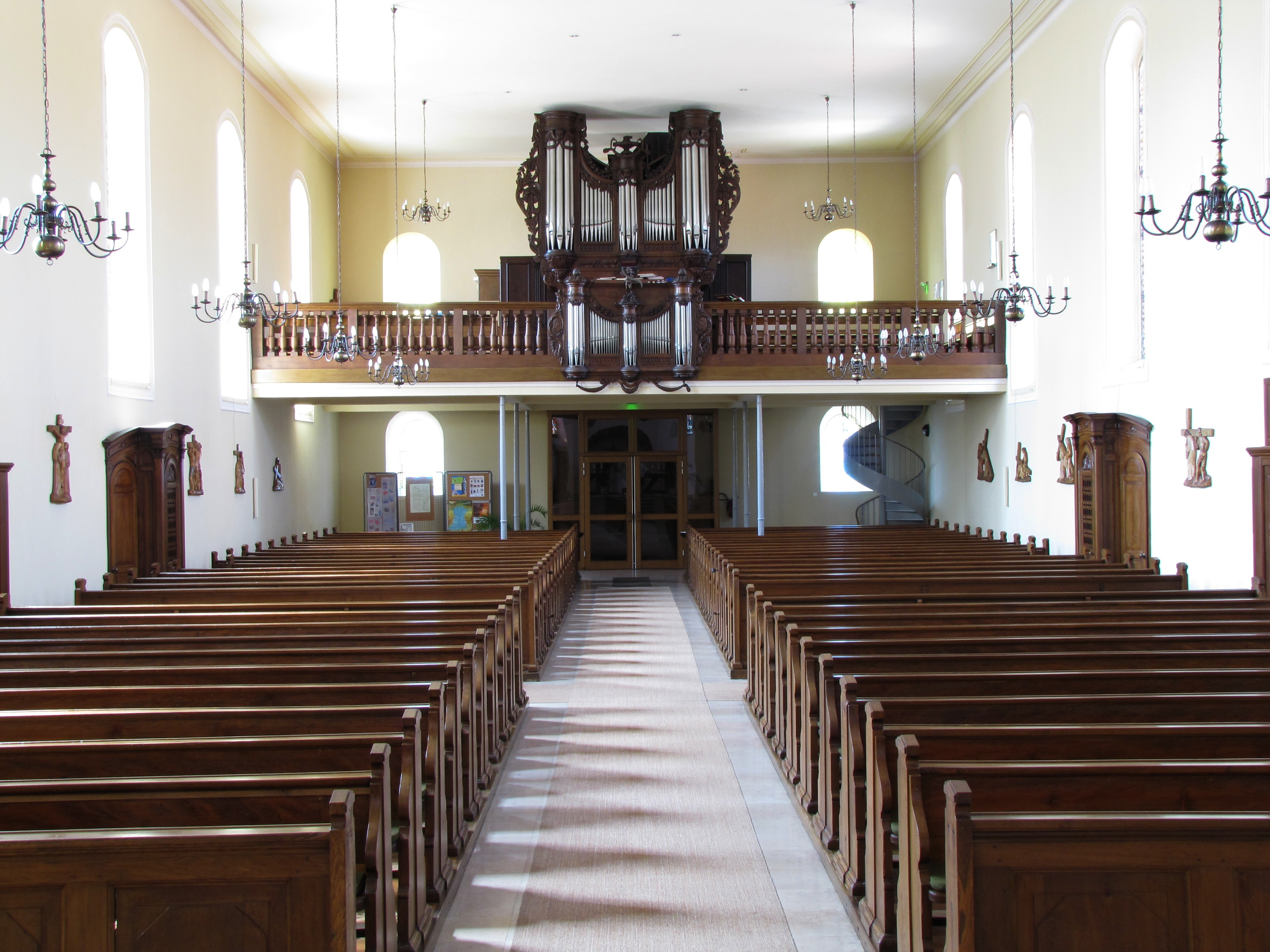
Vue intérieure de la nef vers la tribune d'orgue.
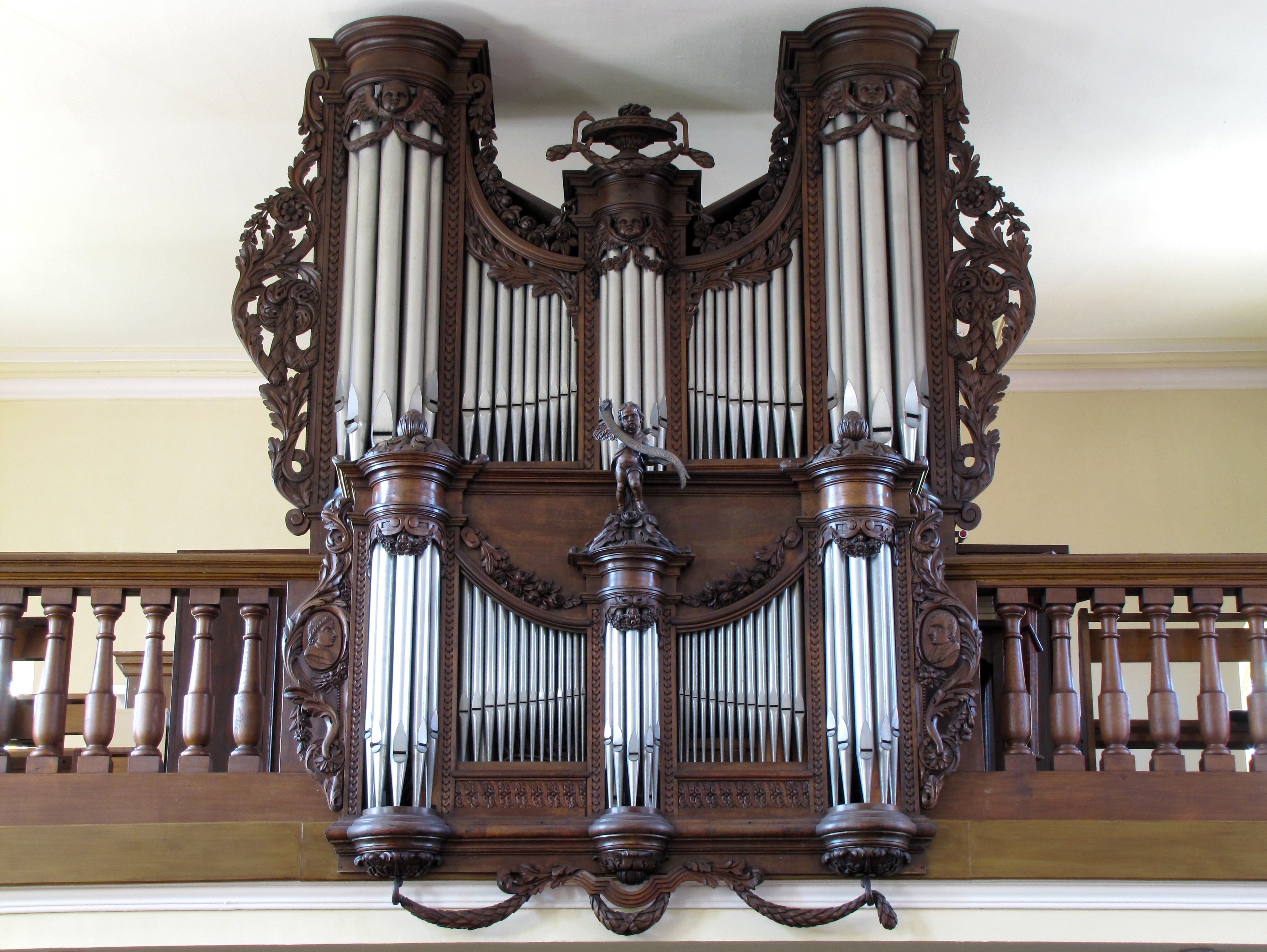
Orgue Kraemer-Stiehr-Mockers (1792).

- Église Saint-Martin, était une petite église basse, très ancienne. Elle a été démolie en 1803.
- Chapelle Saint-Ludan : chapelle construite en 1757, après la destruction de l'ancien édifice en 1753[30]. Lieu connu pour abriter le tronc d'arbre (tilleul) où saint Ludan de Nordhouse se serait assoupi le 12 février 1202, avant de mourir, selon la légende.

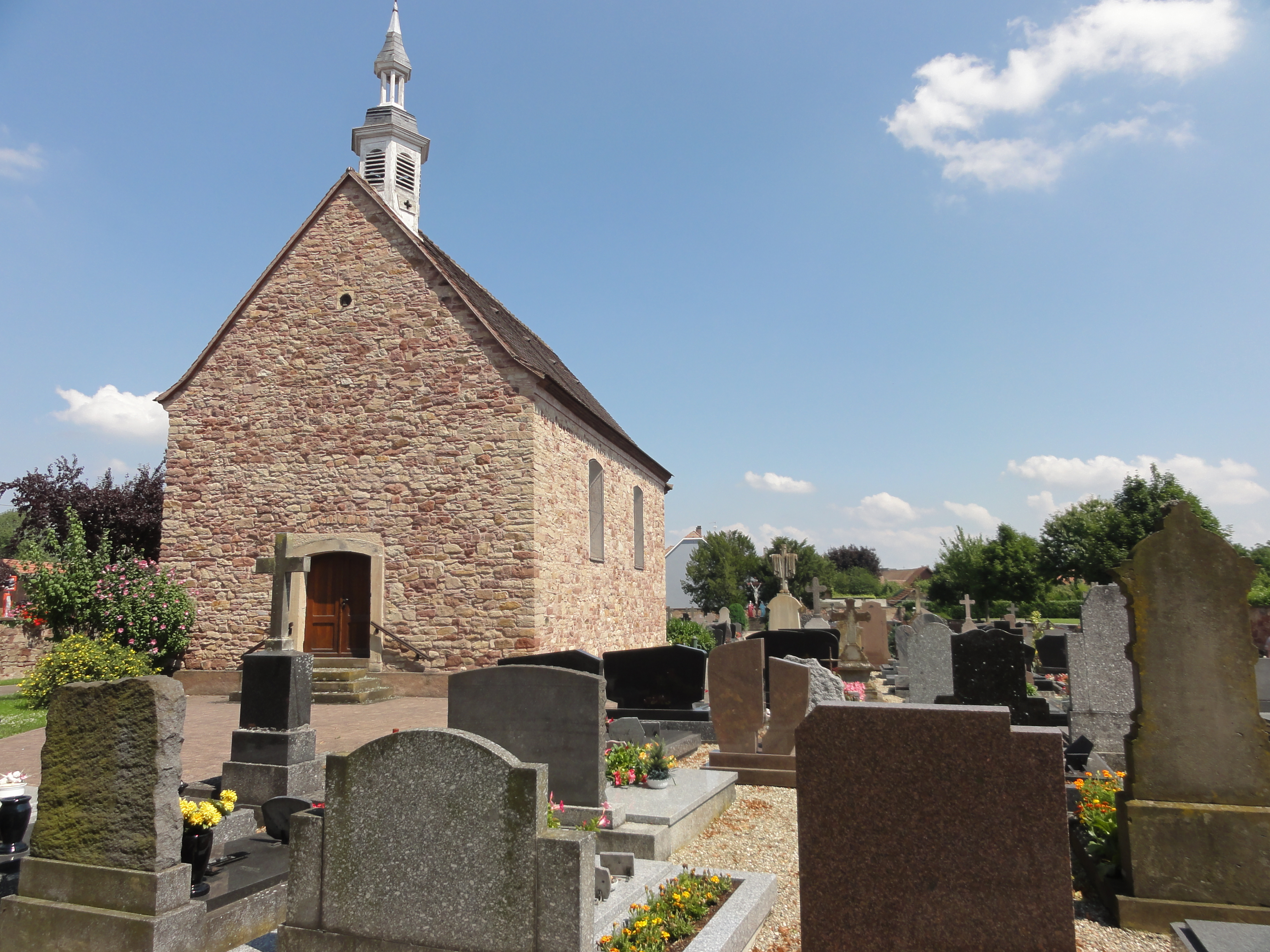
Chapelle Saint-Ludan (XVIIIe).
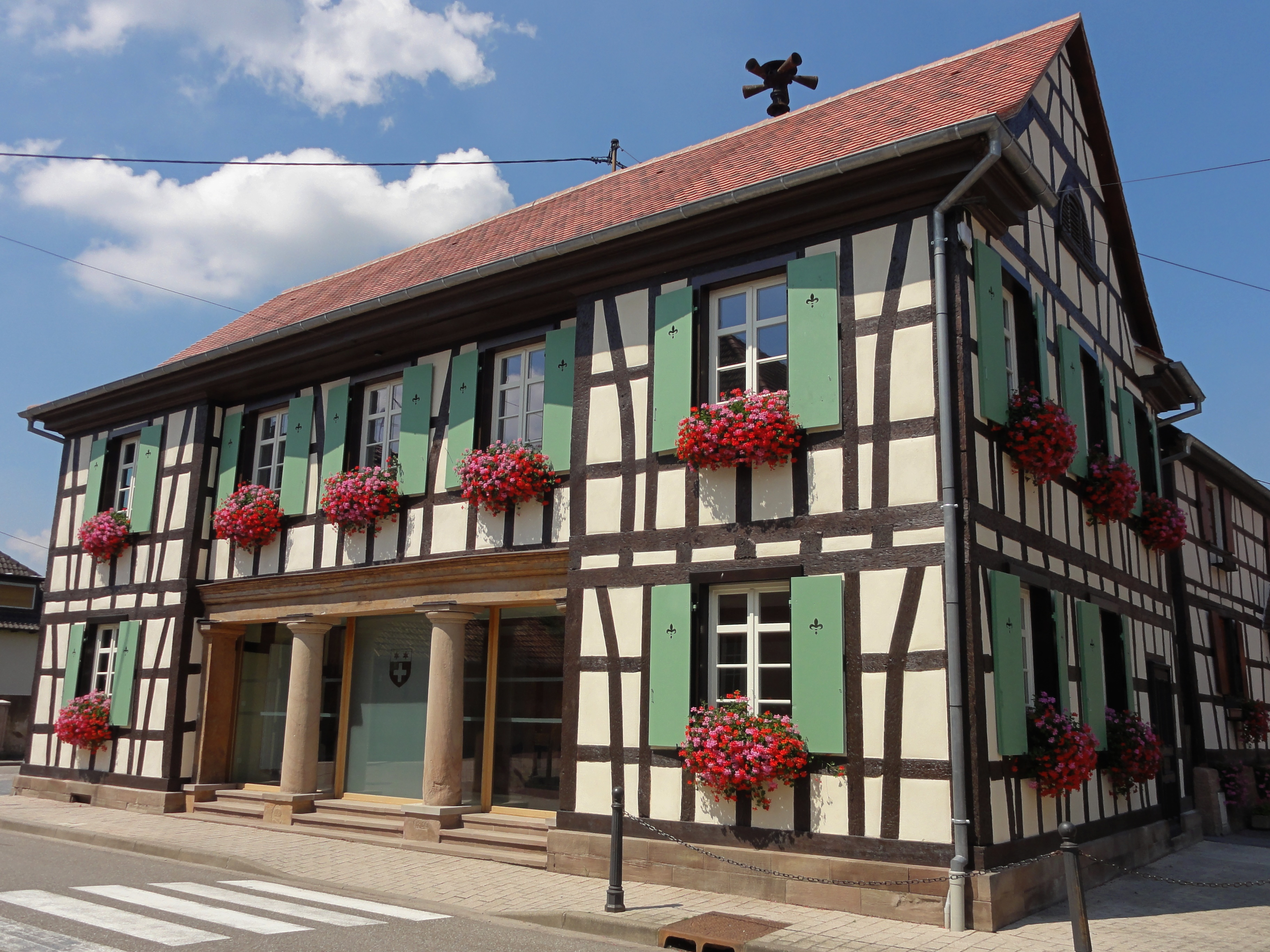
Ancienne mairie (1853).
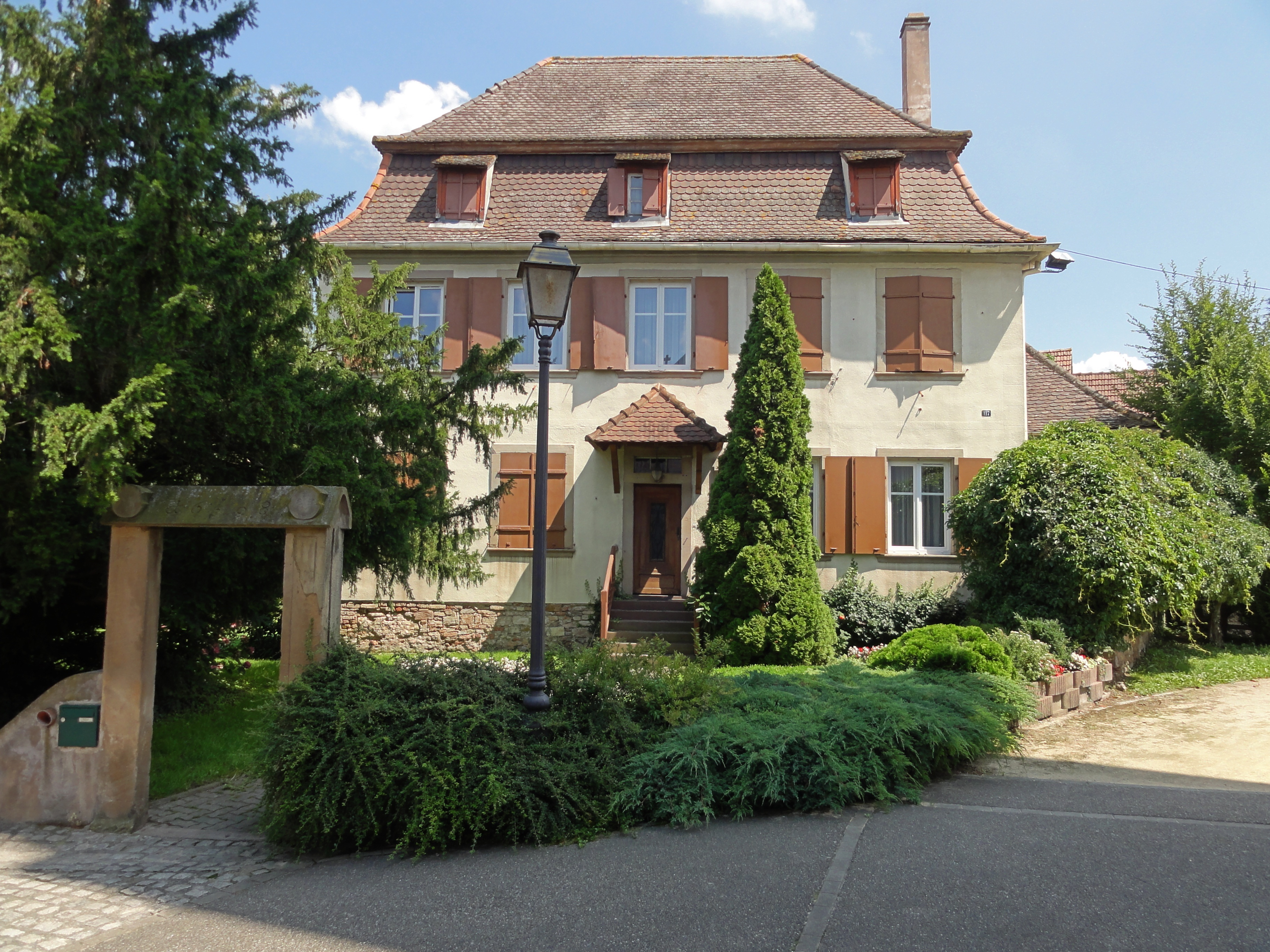
Presbytère (XVIIIe).
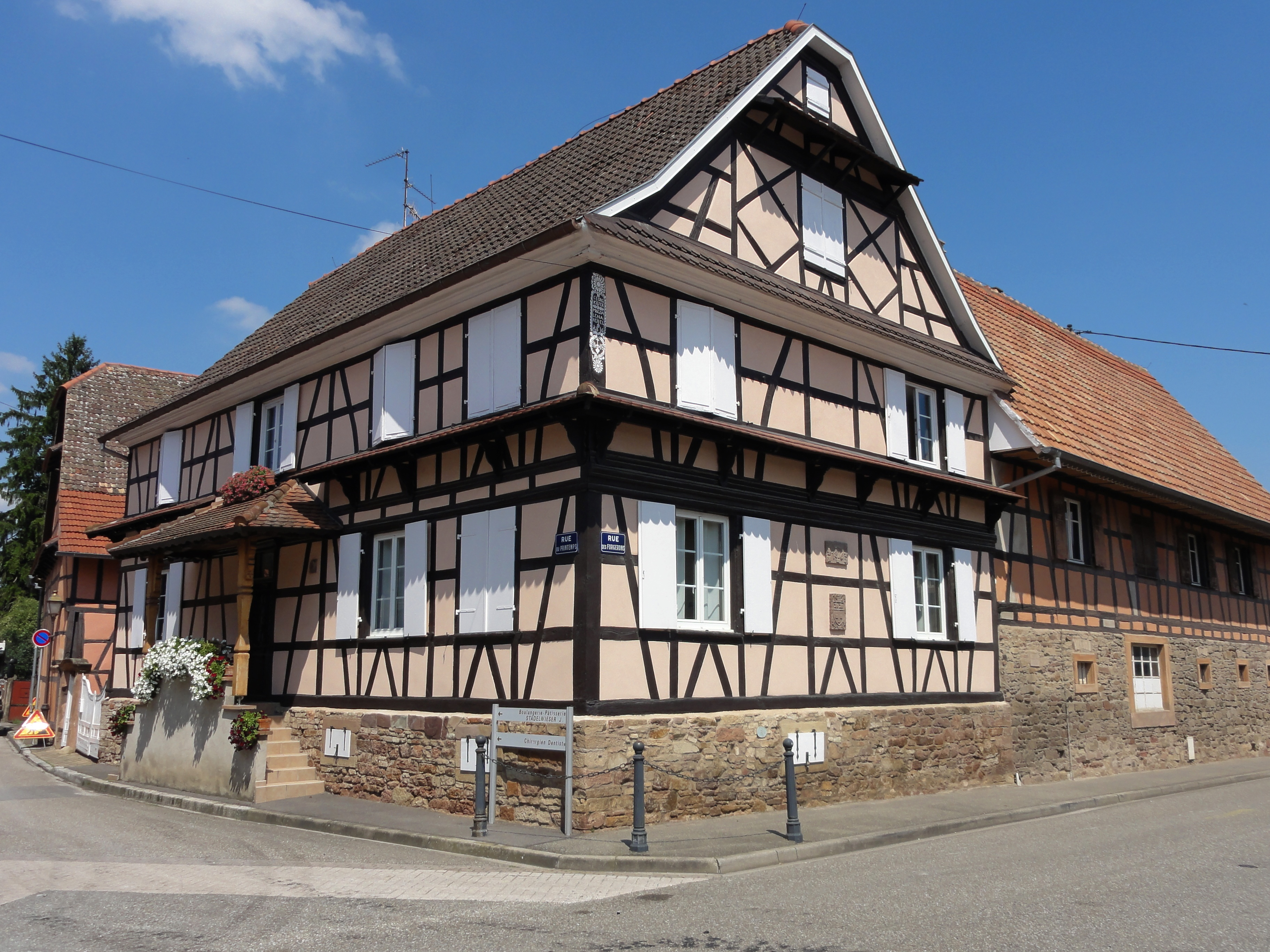
Maison à colombages (1818).

## Personnalités liées à la commune
Ludan de Nordhouse, un pèlerin catholique, mort à Nordhouse en 1202.